# Forró

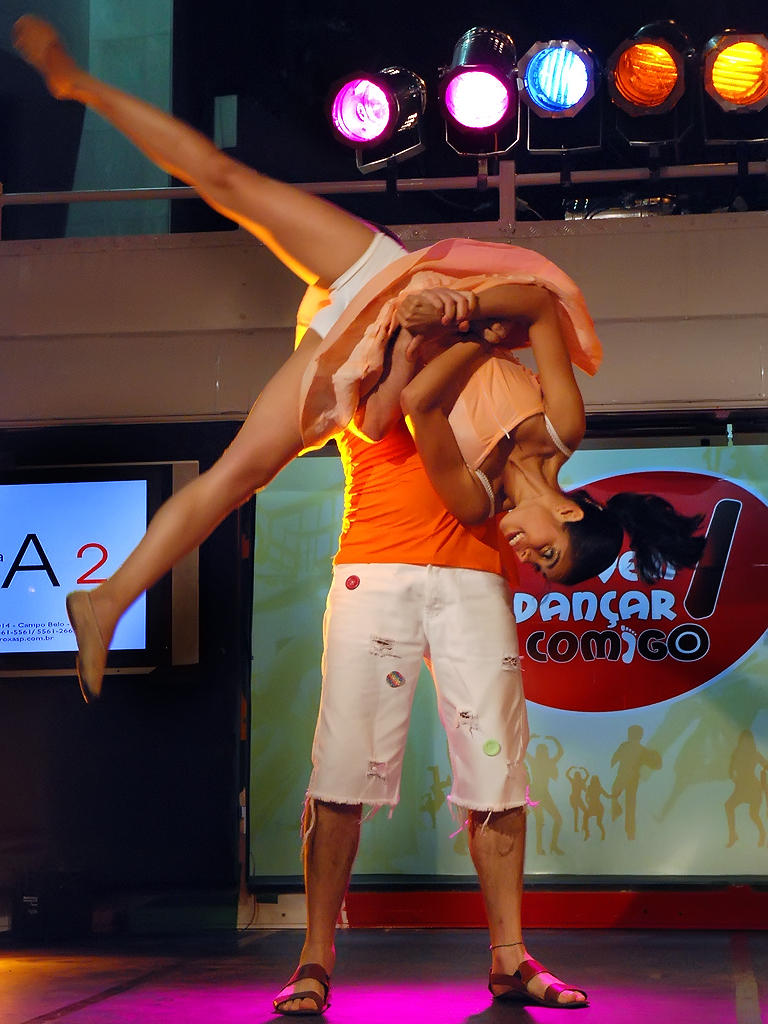
Forró

Il Forró (pron. forrò, in portoghese brasiliano la doppia "r" è simile alla "h" inglese di "how" o "hand") è la più diffusa danza popolare del nord-est del Brasile e un genere musicale. 
Tra le varianti ritmiche del forró si distinguono (oltre allo stesso forró) baião, xote, arrastapé, xaxado, coco e rojão. Il forró nasce nei primi del '900 insieme al samba. Evolve musicalmente e si distingue attingendo origini europee a livello melodico e origini africane sul lato percussivo. Negli anni '40 è Luiz Gonzaga a creare la formazione strumentale definitiva del forró: sanfona, zabumba e triangolo. Le band di forró tradizionale hanno ancora questa formazione, a volte con aggiunta di cavaquinho o di batteria.

## Origine del nome
Secondo un illustre studioso delle manifestazioni culturali popolari brasiliane, Luís da Câmara Cascudo, il nome deriva dalla riduzione della parola "forrobodó" che significa "trascinare i piedi", "confusione" o "disordine".
Nell'etimologia popolare, il termine si può associare alla locuzione inglese for all, per tutti, frase di invito al ballo usata nelle feste degli immigrati di provenienza inglese e nordamericana. Nonostante ciò tale origine del nome nella realtà è confutata dal fatto che gli insediamenti anglosassoni in tale zona del Brasile si ebbero cinque anni dopo la pubblicazione di un'incisione dal nome “Forró na roça” di Manuel Queirós e Xerém avvenuta nel 1937.

## Il ballo e la musica
Il forró è il più famoso ballo di coppia brasiliano, è molto sensuale nonostante sia decisamente ritmato. Ogni ritmo può essere ballato in forma diversa, ma ciò che caratterizza il forró è il forte contatto fisico, dalla testa ai piedi. Il suono è allegro, ricorda un miscuglio di samba e merengue, ma non smette di essere malinconico, come gran parte della musica brasiliana. Il forró non esiste senza la sua componente "ao vivo". La fisarmonica, è l'elemento principe nel forró seguita da zabumba e triangolo, a volte si associano chitarra, cavaquinho, batteria, basso. Il forró nasce nel nordest del Brasile, ma negli anni novanta viene riscattato dal sudest per diventare il ballo più popolare del Brasile. Per capire la popolarità di questa musica, basti pensare che tantissimi locali serali sono adibiti esclusivamente a piste da ballo di forró, e addirittura questo genere trova spazio anche in discoteca, dove musica techno e house si alternano a band che suonano dal vivo. Città come Rio, Sao paulo, Belo Horizonte, Vitoria, ospitano forrò dal vivo tutte le sere.

## Forró tradizionale
Il forró ha una cultura cententaria tra i maggiori artisti e compositori abbiamo:
- Luiz Gonzaga (1941)
- Sivuca (1951)
- Dominguinhos (1964)
- Marinês (1956)
- Genival Lacerda (1958)
- Camarão (1958)
- Jackson do Pandeiro (1955)
- Ary Lobo (1956)
- Zito Borborema (1957)
- Trio Nordestino (1963)
- Azulão de Caruaru (1965)
- Trio Mossoró (1965)
- Jacinto Silva (1965)
- Oswaldinho do Acordeon (1968)
- Joci Batista (1969)
- Elino Julião (1971)
- Messias Holanda (1973)
- Os tres do Nodeste (1973)
- Luizinho Calixto (1975)
- Edson Duarte (1976)
- Trio Juazeiro (1977)
- Flávio José (1977)
- Benicio Guimarães (1978)
- Nazaré Pereira (1979)
- Fuba de Taperoá (1981)
- Trio Sabiá (1985)
- Os Filhos do Nordeste (1982)
- Trio Xamego (1982)
- Trio Virgulino (1986)
- Tiziu do Araripe (1989)
- Mestre Zinho (1989)

## Forró Universitario e forró tradizionale
Oggi il forró ha diverse varianti di cui alcune hanno influenze esterne come il forró universitario, che nasce alla fine degli anni 90, il forró elettronico che nasce agli inizi degli anni novanta il Forrock e il forrò-reggae. Mentre il forrò degli anni '60 e '70 era suonato solo da 3 strumenti, la fisarmonica, la zabumba (un tipo di tamburo) e il triangolo, oggi i gruppi di Forró si sono modernizzati, e hanno aggiunto gli strumenti musicali dei gruppi di musica internazionale, rimane però sempre valida la fisarmonica. Il Forró tradizionale resta comunque il genere più suonato e più ballato in tutto il Brasile. Qui di seguito le varie forme di forrò e gli artisti che le rappresentano:
Artisti Principali di Forró MPB: Quinteto violado (1972) Fagner (1973) Banda de Pau e Corda (1973) Alceu Valença (1974) Zé Ramalho (1975) Xangai (1976) Amelinha (1977) Geraldo Azevedo (1977) Elba Ramalho (1979) Chico Cesar (1995) 
Artisti e Bands di Forró Universitário: Falamansa (2000), Bicho de Pé (2001), Peixelétrico (2001), Raiz do Sana (1999), Forróçacana (1999), Baião de Corda (2000), Circuladô de Fulô (2001), Chama Chuva (2001), Baião d4 (2001), Paratodos (2001), Rastapé (2002), Caiana (2002), Banguela Banguela (2002).
Artisti e Band contemporanei di Forró Tradizionale: Mestre Ambrósio (1996), Trio Forrozão (1998), Trio Pé de Serra (2001), Targino Gondim (2001), Trio Dona Zefa (2004), Trio Potiguá (2006), Trio Juriti (2007), Quarteto Olinda (2009), Trio Alvorada (2010), Diego Oliveira (2010), Dona Zaíra (2011), Pé de Mulambo (2011), Trio Lampião (2011), Trio Bastião (2012), Ó do Forró (2013), Mestrinho (2014), Jorge do Rojão (2014), Lucy Alves (2014), Nando Nogueira (2015), Coisa de Zé (2015). 
Artisti e Bands di Forró Eletrônico: Mastruz com Leite (1992), Mel com Terra (1993), Frank Aguiar (1993), Limão com Mel (1993), Cavalo de pau (1994), Banda Magníficos (1995), Catuaba com Amendoim (1996), Banda Calypso (1999), Cavaleiros do Forró (2001), Aviões do Forró (2002), Garota Safada (2003), Dorgival Dantas (2006), Luan e o Forró Estilizado (2014).

## Discografia
- https://www.forroemvinil.com